# IBM 7700 Data Acquisition System
IBM 7700 Data Acquisition System (система сбора данных IBM 7700) — ЭВМ корпорации IBM, выпущенная 2 декабря 1963 года. Была способна собирать данные одновременно из 32 источников, обрабатывать их и передавать результаты на 16 удаленных принтеров, устройств отображения информации или сюжетных плат.
Использование IBM 7700 было недолгим: 30 ноября 1964 года заменена системой IBM 1800.
Известно, что использовались, как минимум, два таких устройства: один в Университете Рочестера, а другой в Стэнфордском университете. Оба были пожертвованы IBM.
18-битная система, с инструкциями, занимающими два 18-разрядных слова. Арифметические команды обычно выполнялись в двух или трёх машинных циклах, но для умножения использовалось около 8 циклов, а для деления 12 циклов с исключением. Цикл машины длился две микросекунды. Адресное пространство имело 262144 слов, но обе машины, как известно, использовали 16384, 32768 или 49152 слов.
IBM 7700 был современником серии IBM 7000, но не считался её членом.